# Traité d'armistice et de régularisation de la guerre

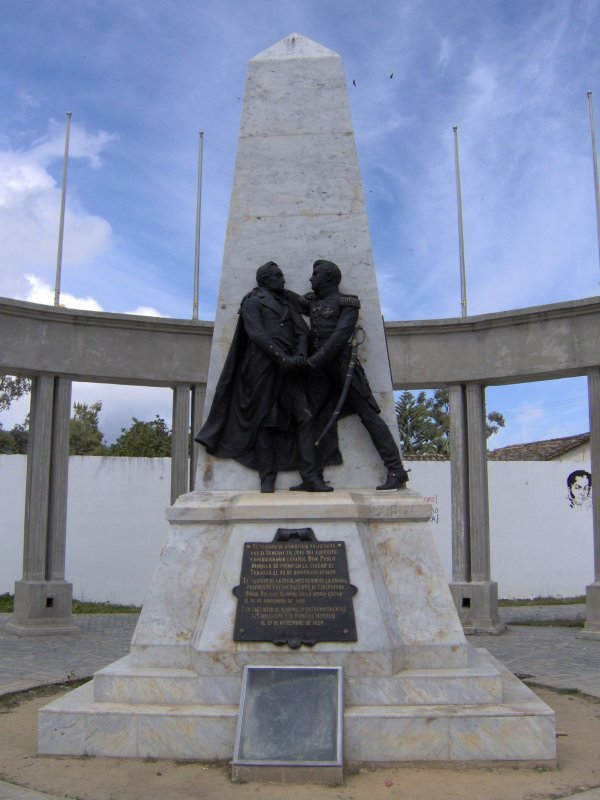
Monument à Santa Ana de Trujillo à l'embrassade de Morillo et Bolívar.

Le traité d'armistice et de régularisation de la guerre est constitué de deux accords signés entre la république de Colombie (Grande Colombie) et le royaume d'Espagne les 25 et 26 novembre 1820 dans le village de Trujillo, au Venezuela. Ces accords mirent fin à la Guerre à mort et établirent une période de paix généralisée de six mois sur tout le territoire vénézuélien, en plus de constituer de facto une reconnaissance de l'État colombien par le royaume d'Espagne.
Le 6 juin 1820, le capitaine général Pablo Morillo reçoit d'Espagne certaines instructions pour convenir avec Simón Bolívar d'une cessation des hostilités. Pablo Morillo informe donc Bolivar de la décision unilatérale de l'armée espagnole de cesser le feu, et l'invite à participer à l'établissement d'un accord de régularisation de la guerre. Dans un premier temps, ce sont les plénipotentiaires des deux camps qui se rencontrent, imités le 25 novembre par Bolivar et Morillo.
Le jour même du 25 novembre est signé l'Armistice entre la république de Colombie et l'Espagne, qui suspend toutes les opérations sur terre et sur mer au Venezuela, et confine les deux armées dans les positions qu'elles tenaient le jour de la signature.
Le traité de régularisation de la guerre est signé par les plénipotentiaires le 26 novembre. Par cet acte, les deux camps s'engagèrent à faire la guerre « comme la font les peuples civilisés », c'est-à-dire à épargner les non-combattants, à respecter les prisonniers et à rejeter les vieilles pratiques de la Guerre à mort commencée en 1813.
Morillo et Bolivar se rencontrèrent personnellement le 27 novembre 1820, célébrant leur rencontre par la fameuse embrassade de Santa Ana de Trujillo. Ce même jour, les deux accords furent signés par chacun des deux généraux.
L'Armistice fut rompu avant la date convenue. Le 28 janvier 1821, un coup d'état militaire dans la ville de Maracaibo rallia la province du même nom à la république de Colombie, alors qu'elle était obstinément royaliste depuis le début de la guerre d'indépendance du Venezuela. Le général vénézuélien Rafael Urdaneta occupa rapidement la ville avec plusieurs bataillons légers. Miguel de la Torre protesta, voyant dans la manœuvre du général Urdaneta une violation du traité. Bolivar argumenta à son tour, mais en faveur de la légitimité de la manœuvre d'Urdaneta. Les deux camps échouant à s'accorder sur le statut de la province de Maracaibo, les hostilités reprirent entre royalistes et patriotes à partir du 28 avril 1821.